# Konrad Gauckler
Konrad Gauckler (Núremberg, 3 de agosto de 1898 - 25 de febrero de 1983) fue un naturalista alemán.

## Vida
Después de asistir a la escuela secundaria y servir en la Primera Guerra Mundial; se inició con una práctica farmacéutica. A partir de 1922 estudió en la Universidad de Erlangen-Núremberg botánica, química, geografía, geología, física, y zoología. En 1924 pasó el examen estatal de farmacia, y recibió la aprobación en 1926 como farmacéutico.
Desde 1927, fue asistente de investigación en el Instituto Botánico de Erlangen. Después de graduado en 1928, pasó el examen de Estado como profesor de química y de biología. Después de su habilitación en 1938, continuó trabajando como profesor; y desde 1955 como Profesor Asociado en la Universidad de Erlangen. Fue director en la "Alta Escuela de Formación Profesional de Nuremberg" , y enseñando como director hasta su jubilación como profesor.

## Obra
Gauckler Konrad fue uno de los fundadores de la moderna fitosociología y biogeografía en Baviera. Para su habilitación: Estepas y la salud forestal en Jura de Franconia en consideración fitosociológicas, ecológicas y geográficas. Fue un pionero de la fitogeografía vegetal de Baviera.
En años posteriores Gauckler realizó numerosas publicaciones sobre el ámbito de la geografía. Realizó múltiples dibujos a mano de especies vegetales y animales.

## Algunas publicaciones
- 1930. Das südlich-kontinentale Element in der Flora von Bayern mit besonderer Berücksichtigung des fränkischen Stufenlandes. Volumen 24. 114 pp.
- 1951. Pflanzenwelt und Tierleben in den Landschaften um Nürnberg-Erlangen: Mit einem Beitrag zum 150 jährigen Bestehen der Naturhistorischen Gesellschaft zu Nürnberg ( Vegetación y vida animal en los alrededores de Nuremberg y Erlangen: Gracias a la contribución en el 150 aniversario de la Sociedad de Historia Natural de Nuremberg). 51 pp.
- 1957. Die Gipshügel in Franken, ihr Pflanzenkleid und ihre Tierwelt: Denkschrift zum 50jährigen Bestehen des Naturschutzgebietes der Naturhistorischen Gesellschaft Nürnberg. Volumen 29. 92 pp.
- 1970. Einstrahlungen der Alpenflora in der Fränkischen Alb. Jahrbuch d. Ver. z. Schutze der Alpenpflanzen u. -Tiere 35 : 36-46
- 1972. Einstrahlungen der Alpenflora im Bayerischen Wald und Oberpfälzer Wald. Jahrbuch d. Ver. z. Schutze der Alpenpflanzen u. -Tiere 37 : 25-41
- 1973. Flora und Fauna des Landkreises Eichstätt. En: Der Eichstätter Raum in Geschichte und Gegenwart
- 1974. Tierleben und Pflanzengesellschaften in den Landschaften um Regensburg. Hoppea 33: 315-317
- 1981. Die Verbreitung der Rassen des Feuersalamanders in den Landschaften Nordbayerns (Salamandra salamandra L.). Natur und Mensch, Jahresmitt. Naturhist. Ges. Nürnberg 1980: 43-47
- 1983. Die Fledermäuse des Nürnberger Stadtgebietes und des benachbarten Reichswaldes. Natur und Mensch, Jahresmitt. Naturhist. Ges. Nürnberg 1882: 49-52

## Eponimia
- (Orchidaceae) Epipactis × gauckleri J.Weigelt & Riech.[1]
- (Rosaceae) Sorbus gauckleri N.Mey.[2]